# Південна Савонія
Південна Савонія (фін. Etelä-Savo) — провінція на південному сході Фінляндії. Адміністративний центр — місто Міккелі.

## Муніципалітети
У Південній Савонії 12 громад, 3 з яких міські, інші 14 — сільські.
|  | 1. Енонкоскі 2. Гірвенсалмі 3. Юва 4. Кангасніємі 5. Міккелі 6. Мянтюгар'ю | 1. Пертунмаа 2. Пієксямякі 3. Пуумала 4. Рантасалмі 5. Савонлінна 6. Сулкава |  |  |

## Галерея

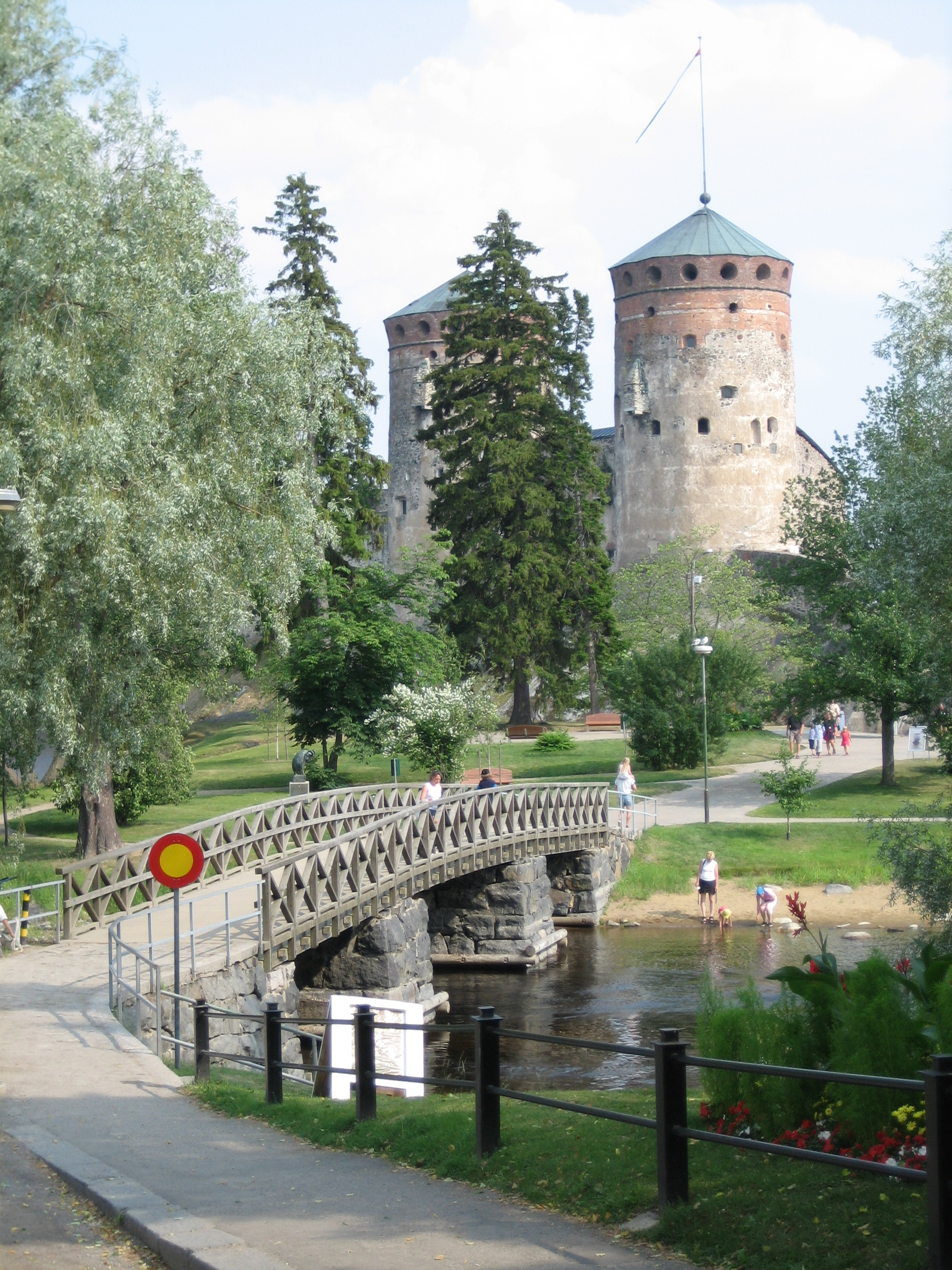
Замок Святого Олафа, Савонлінна
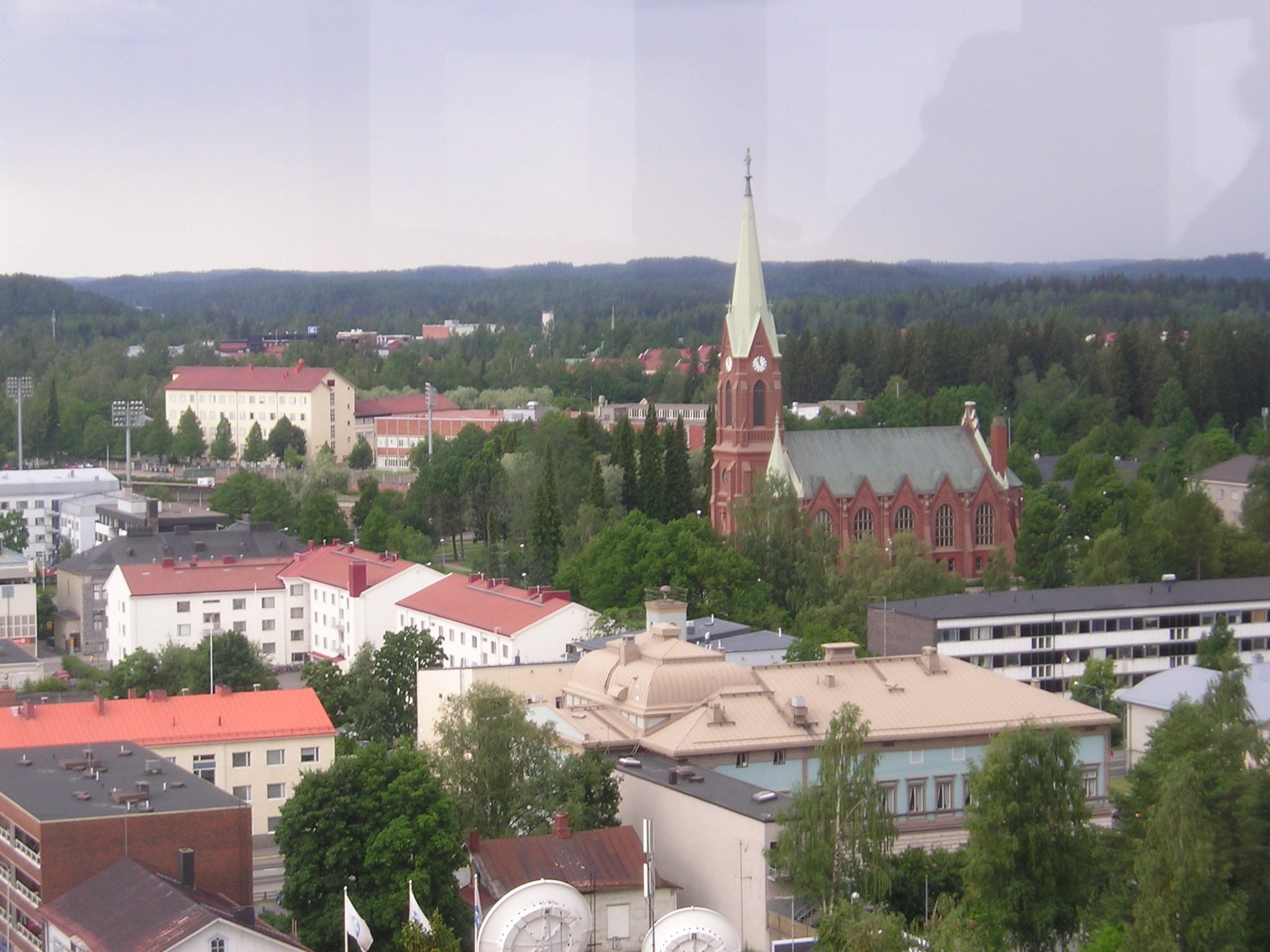
Міккелі
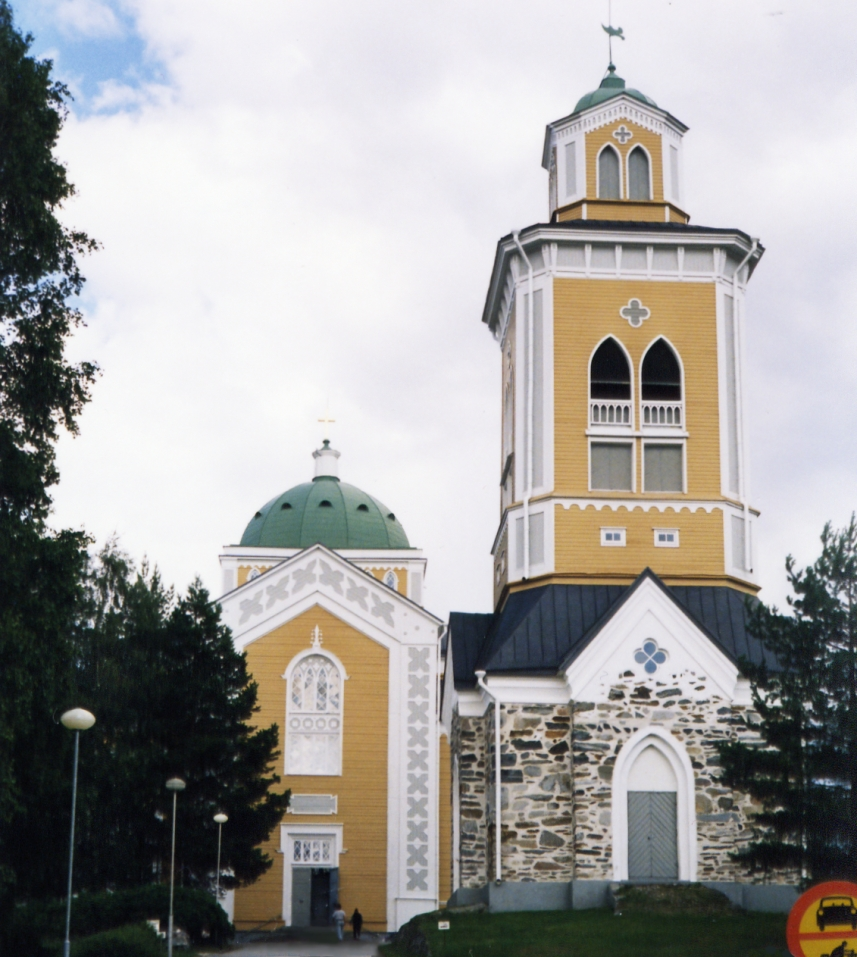
Церква у Керімякі (Kerimäen kirkko), Савонлінна
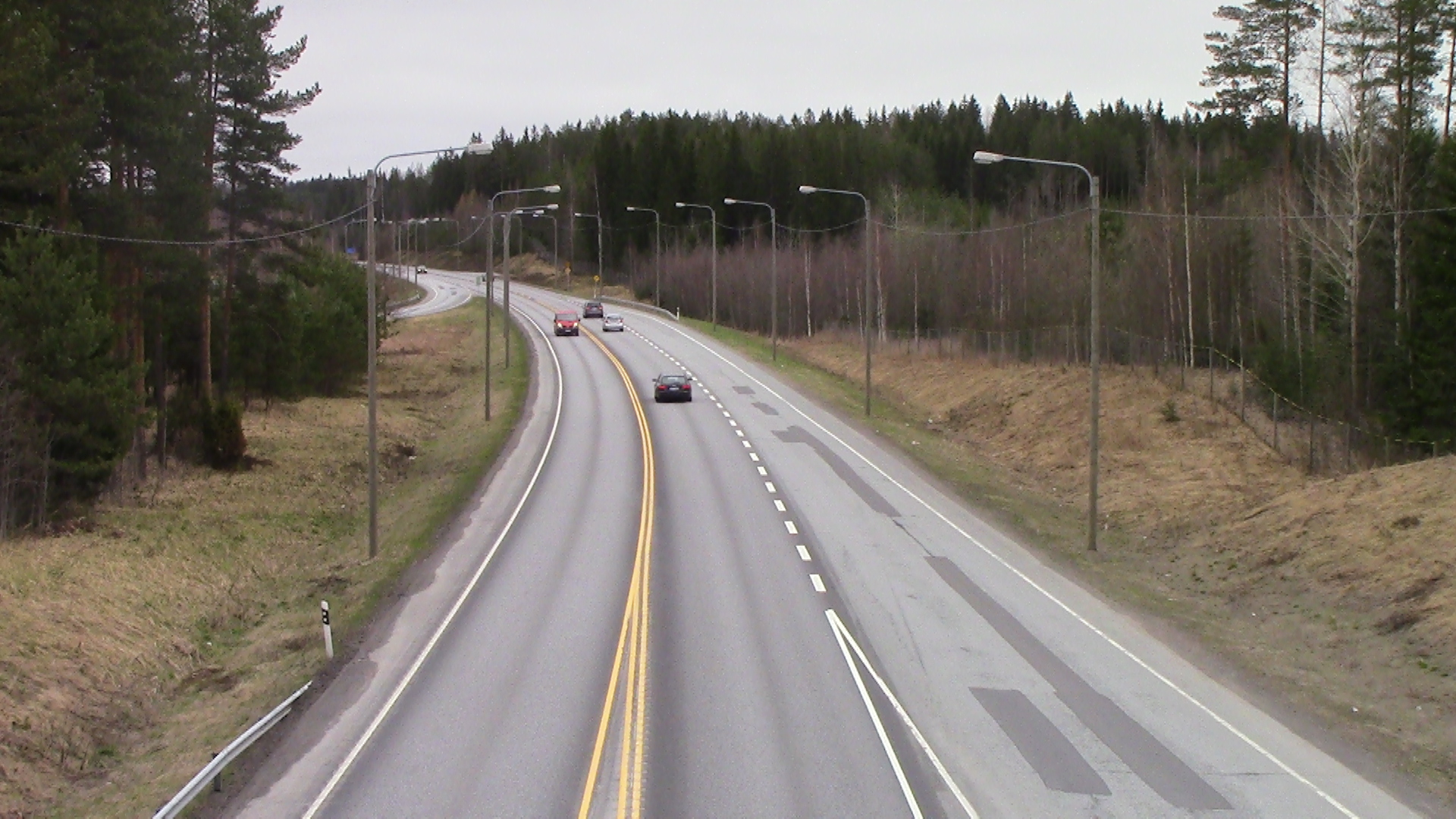
Шосе 5 у Куортті, Пертунмаа